# دار أوغلاند
دار أوغلاند هو مبنى يقع في مدينة جورج تاون في جزر كايمان وعنوانه رقم 121 شارع ساوث تشيرش، فيه مكتب محاماة وهو عنوان تسجيل 40 ألف مؤسسة، بما في ذلك العديد من صناديق الاستثمار الكبرى وغيرها من الشركات.